# 魔兽世界：军团再临
《魔兽世界：军团再临》是大型多人在线角色扮演游戏（MMORPG）《魔兽世界》的第六部资料片，预定于2015年开启Beta测试。游戏名称于2015年8月6日的德國科隆游戏展上正式公布。相比于上一部资料片《德拉诺之王》，《军团再临》将玩家的最高等级由100级提升至110级，并引入神器系统、新的地图、新的玩家对战系统以及一个新职业。

## 游戏内容与玩法
在资料片《军团再临》中，玩家角色等级上限从《德拉诺之王》的100级提高至110级。资料片囊括至少9个地下城和2个团队副本；挑战模式地下城难度变为动态。各职业的专属区域——职业大厅和允许玩家打造传说武器的神器系统被加入到游戏中，一些职业专精将得到较大改动。
其中有幾項新增的系統參考了暗黑破壞神III中一些較為便利的系統，如新的衣櫥系統、世界任務和動態等級。
- 衣櫥系統

玩家不再需要為了改變裝備外觀而在倉庫中囤放各種裝備，導致不少玩家倉庫爆滿，這版本新增的衣櫥系統就是如此為了改善此問題而新增的系統，玩家只要取得過該裝備，並且該角色可以裝備，則會直接納入衣櫥中，不再需要持有該裝備才能塑型。
- 世界任務

如同暗黑破壞神III中的懸賞任務，以往的版本，玩家們需要不斷的去解遊戲中無太多選擇性的每日任務，來提升聲望值、金幣或其他資源等等，在這個版本中，玩家可以自由選擇散落五個新地圖中的各個世界任務，其中若是完成相同系列的任務四次則可以額外獲得寶箱獎勵，此外世界任務種類也有很多種類型，比如說採集、殺怪、世界首領、副本或者PVP向的世界任務甚至連寵物對戰都有世界任務可以解。而世界任務給的各種獎勵大不相同，如神兵點數、大廳資源、薩格拉斯之血或金幣，連專業技能也有相對應的世界任務與獎勵，這個新系統打破了以往需要天天解每日任務的枯燥感，玩家可以自行選擇自己所需的資源去解任務，不用被迫解一堆每日任務，比以往還要自由，且選擇性更為豐富。
在2016年7月15日的官方訪談也有提到，目前正在著手設計在舊的地圖中放入世界任務，讓玩家可以回去看看舊的世界。
- 動態等級

在以往版本中，地圖上怪物的等級，並不會變動，但在這個版本的新地圖中，地圖的怪物與任務，都會與你當前等級相同。除此之外，在五人普通副本中也是如此，你可能之後等級才103但是你會發現團隊中有一個110的玩家，但是，他的造成的傷害治療與血量並不會因為他等級高，而造成碾壓副本的狀況，對於在未滿等前打5人副本有很大的幫助，以往很少人會回頭打，又因為動態等級，也不會被高等玩家破壞遊戲體驗。
塑形系统允许直接储存装备外观；地图动态等级调节被引入，玩家将可以以任何顺序做完破碎群岛的世界任务。
开发团队继续改进玩家对战（PvP）的玩法与模式；新的天赋将会进一步平衡PvP，并将其完全独立，和玩家对环境（PvE）的游戏系统分开。
资料片将会开放新的英雄职业恶魔猎人；这是继死亡骑士後的第二个英雄职业，亦是武僧《魔兽世界-潘達利亞之謎》之後的第三個新職業。

## 剧情大纲
《军团再临》的故事设定紧接在《德拉诺之王》的情节之后，主舞台则是在《魔獸爭霸III: 冰封王座》中占有重要地位的破碎群岛。
在《德拉诺之王》的结尾，术士古尔丹在燃烧军团于德拉诺溃败时出逃，来到了当代的艾泽拉斯。得到指引的古尔丹在破碎群岛打开了萨格拉斯之墓，此举使得燃烧军团重新得以大举进入艾泽拉斯，并得到将燃烧军团首领萨格拉斯召唤到此的机会。在《燃烧的远征》中下落不明的恶魔猎手伊利丹·怒风似乎也有了消息。
在预告片中，率先察觉此事的大法师卡德加辗转通知各方，并将浮空城市达拉然运往破碎群岛准备战事；随后包括希尔瓦纳斯和瓦里安国王在内的联合部队发起了先行攻击。

## 开发
《军团再临》在公布前数年便已着手开发。2013年，暴雪娱乐的开发团队决定对《德拉诺之王》和《军团再临》采用平行开发，同时开发两部资料片，暴雪总裁Mike Morhaime表示在《德拉诺之王》的开发尚未完工之时，《军团再临》项目就已经动工。项目总监Tom Chilton在2014年8月的德国科隆游戏展上接受采访时曾称“下个7.0资料片（指《军团再临》）的区域已经在制作了”。为此，暴雪开发团队的规模扩充了近50%。
在格林威治时间2015年8月6日下午6时，2015年德国科隆游戏展上，暴雪正式公布了游戏名称，并展示了游戏细节。2015年11月资料片开启Beta测试，一张在互联网上泄露的暴雪宣传图片则显示《军团再临》会在2016年9月21日之前发售。目前歐美伺服器已確定於2016年8月30日上線，而亞洲伺服器則於2016年9月1日上線。。